# Shrink (film)
Shrink är en independentfilm från 2009 som handlar om en psykoterapeut vars klienter till största delen är Hollywoodpersonligheter. En av huvudpersonerna är psykoterapeuten Dr. Henry Carter som spelas av Kevin Spacey. Filmen hade premiär på Sundance Film Festival 2009.